# Roupeldange

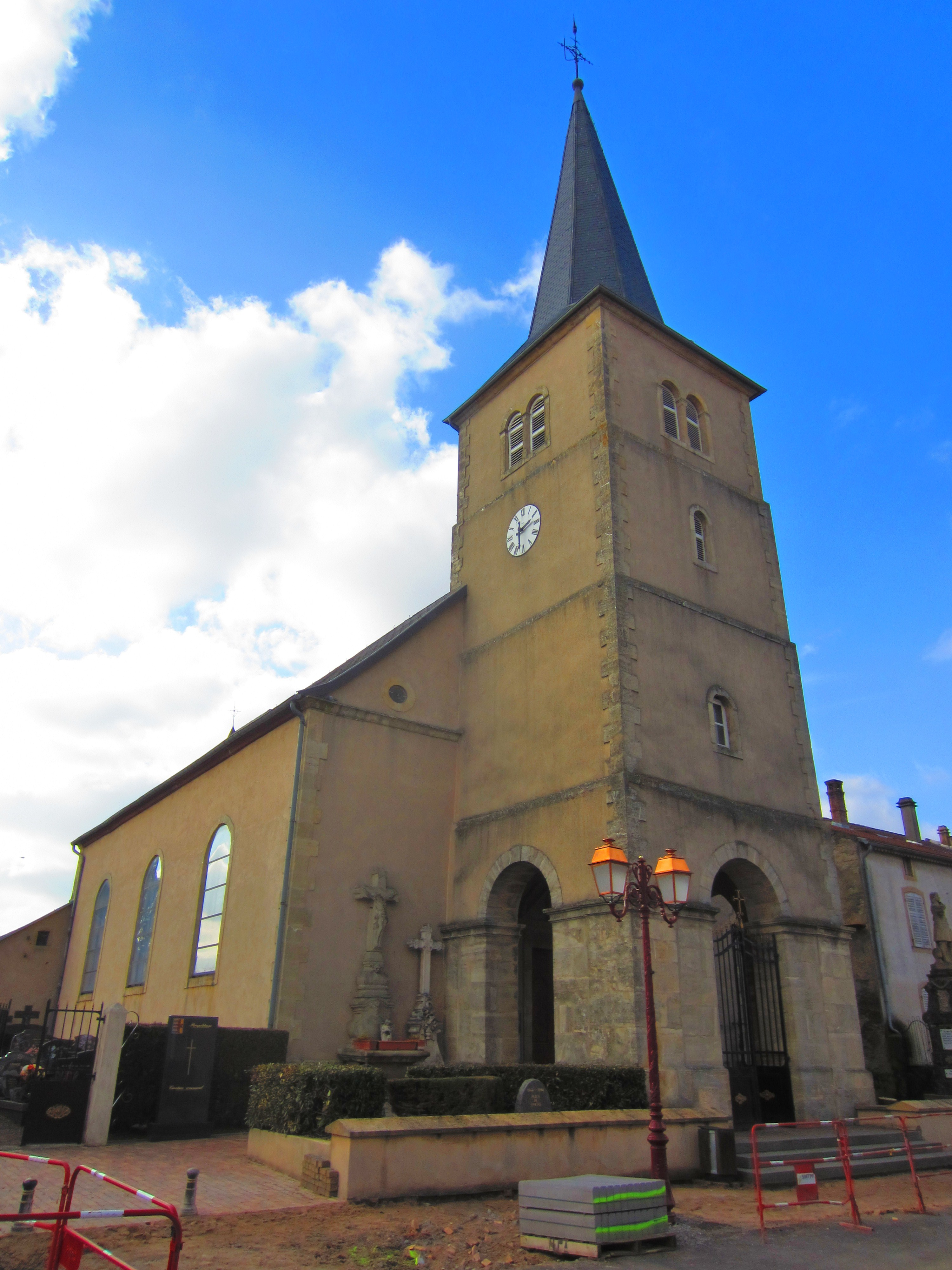
Kerk

Roupeldange (Duits: Ruplingen ) is een gemeente in het Franse departement Moselle (regio Grand Est) en telt 376 inwoners (1999). De plaats maakt deel uit van het arrondissement Forbach-Boulay-Moselle.

## Geografie
De oppervlakte van Roupeldange bedraagt 2,5 km², de bevolkingsdichtheid is 150,4 inwoners per km².
De onderstaande kaart toont de ligging van Roupeldange met de belangrijkste infrastructuur en aangrenzende gemeenten.

## Demografie
Onderstaande figuur toont het verloop van het inwonertal (bron: INSEE-tellingen).